# 海斯氏溝鰕虎魚
海斯氏溝鰕虎魚（学名：Oxyurichthys heisei），为輻鰭魚綱鱸形目鰕虎亞目背眼鰕虎科溝鰕虎魚屬下的一个种，為熱帶海水魚，分布於中太平洋東部夏威夷群島海域，棲息深度119-143公尺，體長可達6.4公分，棲息在底層水域，生活習性不明。

## 扩展阅读
- 維基物種上的相關：海斯氏溝鰕虎魚